# Любош Когоутек
Любош Когоутек (чеськ. Luboš Kohoutek, вимова чеською: [ˈkoɦou̯tɛk], нар. 29 січня 1935 року — пом. 30 грудня 2023 року) — чеський астроном і відкривач малих планет і комет. Відомий як відкривач комети Когоутека, яку можна було побачити неозброєним оком у 1973 році. Відкрив також велику кількість планетарних туманностей.

## Біографія
Любош Когоутек народився в 1935 році в родині Гінека та Ярміли Когоутек. Його братом був чеський композитор Цтірад Когоутек (Ctirad Kohoutek).
Когоутек цікавився астрономією, ще коли вчився у школі. Вивчав фізику й астрономію в університетах Брно і Праги (закінчив у 1958 році). Потім почав працювати в Астрономічному інституті Чехословацької академії наук, де опублікував Каталог галактичних планетарних туманностей (1967), на який активно посилаються й сьогодні.
Когоутек отримав довгострокову посаду в обсерваторії Бергедорфа в Гамбурзі. Після вторгнення радянських військ до Чехословаччини (1968) він вирішив залишитися в Західній Німеччині (1970).
Відкриття Когоутека в 1970-х роках зробили його відомим у ЗМІ. У наступні роки він працював в обсерваторіях Іспанії та Чилі, досліджуючи планетарні туманності. Він офіційно пішов на пенсію у 2001 році, але й досі проводить дослідження в Гамбурзько-Бергедорфській обсерваторії. Когоутек опублікував 162 наукові праці.
Когоутек найбільше відомий відкриттям численних комет, у тому числі періодичних комет 75D/Когоутека та 76P/Веста — Когоутека — Ікемури, а також знаменитої «комети-розчарування» — Комети Когоутека (C/1973 E1). Крім того, Когоутек відкрив 76 астероїдів (один спільно з А. Кріте), зокрема астероїд групи Аполлона 1865 Цербер.
Любош Когоутек помер на 89-му році життя 30 грудня 2023 року в Бергедорфі, Німеччина.
На честь Любоша Когоутека названо астероїд Головного поясу 1850 Когоутек.

## Відкриття
Когоутек відкрив наднову SN 1973f, яка спалахнула в галактиці NGC 4944, 5 комет і 76 малих планет.

### Список відкритих комет
- 75D/Когоутека
- 76P/Веста — Когоутека — Ікемури
- Комета Когоутека (C/1973 E1)
- C/1969 O1-A
- C/1973 D1

### Список відкритих малих планет
- 1834 Палах — 22 серпня 1969 року
- 1840 Гус — 26 жовтня 1971 року
- 1841 Масарик — 26 жовтня 1971 року
- 1842 Гинек — 14 січня 1972 року
- 1843 Ярміла — 14 січня 1972 року
- 1861 Коменскі — 24 листопада 1970 року
- 1865 Цербер — 26 жовтня 1971 року
- 1875 Неруда — 22 серпня 1969 року
- 1894 Гаффнер — 26 жовтня 1971 року
- 1895 Ларінк — 26 жовтня 1971 року
- 1896 Беєр — 26 жовтня 1971 року
- 1897 Гайнд — 26 жовтня 1971 року
- 1898 Ковелл — 26 жовтня 1971 року
- 1899 Кроммелін — 26 жовтня 1971 року
- 1901 Моравія — 14 січня 1972 року
- 1931 Чапек — 22 серпня 1969 року
- 1932 Янський — 26 жовтня 1971 року
- 1933 Тінхен — 14 січня 1972 року
- 1942 Яблунька — 30 вересня 1972 року
- 1963 Безовек — 9 лютого 1975 року
- 1995 Гаєк — 26 жовтня 1971 року
- 1999 Хіраяма — 27 лютого 1973 року
- 2047 Сметана — 26 жовтня 1971 року
- 2055 Дворжак — 19 лютого 1974 року
- 2073 Яначек — 19 лютого 1974 року
- 2281 Бієла — 26 жовтня 1971
- 2375 Радек — 8 січня 1975 року
- 2407 Хауг — 27 лютого 1973 року
- 2418 Восковец-Веріх — 26 жовтня 1971 року
- 2472 Бредман — 27 лютого 1973 року
- 2541 Едебоно — 27 лютого 1973 року
- 2667 Ойкава — 30 жовтня 1967 року
- 2767 Такеноті — 30 жовтня 1967 року
- 2838 Такасе — 26 жовтня 1971 року
- 2900 Любош Перек — 14 січня 1972 року
- 2901 Беджот — 27 лютого 1973 року
- 3081 Мартінубог — 26 жовтня 1971 року
- 3109 Мачін — 19 лютого 1974 року
- 3303 Мерта — 30 жовтня 1967 року
- 3336 Ґриґар — 26 жовтня 1971 року
- 3337 Мілош — 26 жовтня 1971 року
- 3407 Джиммісіммс — 28 лютого 1973 року
- 3475 Фіхте — 4 жовтня 1972 року
- 3514 Гук — 26 жовтня 1971
- 3627 Сейєрс — 28 лютого 1973 року
- 3635 Крейц — 21 листопада 1981 року
- 3769 Артурміллер — 30 жовтня 1967 року
- 3825 Нюрнберг — 30 жовтня 1967 року
- 4137 Крабтрі — 24 листопада 1970 року
- 4425 Більк — 30 жовтня 1967 року
- 5268 Черногорський — 26 жовтня 1971 року
- 6215 Мехдія — 7 березня 1973 року
- (6431) 1967 UT — 30 жовтня 1967 року
- (6680) 1970 WD — 24 листопада 1970 року
- (7044) 1971 UK — 26 жовтня 1971 року
- 7806 Умасслоуелл — 26 жовтня 1971 року
- (8606) 1971 UG — 26 жовтня 1971 року
- (8607) 1971 UT — 26 жовтня 1971 року
- (8779) 1971 UH1 — 26 жовтня 1971 року
- (9513) 1971 UN — 26 жовтня 1971 року
- 10003 Керіхуанг — 26 жовтня 1971 року
- (10260) 1972 TC — 4 жовтня 1972 року
- (10987) 1967 US — 30 жовтня 1967 року
- (11250) 1972 AU — 14 січня 1972 року
- (11436) 1969 QR — 22 серпня 1969 року
- (11783) 1971 UN1 — 26 жовтня 1971 року
- (11784) 1971 UT1 — 26 жовтня 1971 року
- (14311) 1971 UK1 — 26 жовтня 1971 року
- (16351) 1971 US — 26 жовтня 1971 року
- (20960) 1971 UR — 26 жовтня 1971 року
- (24600) 1971 UQ — 26 жовтня 1971 року
- 24601 Вальжан — 26 жовтня 1971 року
- (29076) 1972 TR8 — 4 жовтня 1972 року
- (37527) 1971 UJ1 — 26 жовтня 1971 року
- (58094) 1972 AP — 14 січня 1972 року
- (85118) 1971 UU — 26 жовтня 1971 року

## Нагороди
- У 1995 році Любош Когоутек обраний почесним членом Чеського астрономічного товариства.
- У 2004 році отримав премію Česká hlava[cz]
- У 2010 році отримав найвищу нагороду Чеського астрономічного товариства — Премію Франтішека Нушла.

## Вшанування
На честь Любоша Когоутека названо астероїд 1850 Когоутек.